# Klaus Fichtel
Klaus „Tanne“ Fichtel (* 19. November 1944 in Castrop-Rauxel) ist ein ehemaliger deutscher Fußballspieler, der in den Jahren 1967 bis 1971 für die deutsche Fußballnationalmannschaft 23 Länderspiele bestritten und dabei ein Tor erzielt hat. Mit 43 Jahren, sechs Monaten und zwei Tagen zum Zeitpunkt seines letzten Einsatzes am 21. Mai 1988 ist er seitdem der Spieler in der Bundesliga, der den Altersrekord für aktive Spieler hält. Er war knapp vier Jahre lang Rekordbundesligaspieler, ehe er 1989 von Manfred Kaltz übertroffen wurde.

## Laufbahn

### Vereine, bis 1988

#### FC Schalke 04, 1965 bis 1980
Von Arminia Ickern, aus dem Stadtteil von Castrop-Rauxel, wo er in der Zeche Victor den Beruf des Bergmanns erlernt hatte und mit den Arminen in der Verbandsliga Westfalen gegen den VfL Bochum, Lüner SV, Sportfreunde Siegen und die SG Wattenscheid 09 die Punktspiele ausgetragen hatte, wechselte der Amateurfußballer Klaus Fichtel mit 20 Jahren im Sommer 1965 zu Schalke 04 in die Fußball-Bundesliga. Trainer Fritz Langner stand nach der Runde 1964/65, Schalke hatte mit 22:38 Punkten den letzten Tabellenplatz in der 16er-Liga belegt und die bisherigen Stammspieler Willi Koslowski, Reinhard Libuda, Hans Nowak, Willi Schulz, Waldemar Gerhardt und Egon Horst hatten Schalke den Rücken gekehrt, vor einem völligen Neuaufbau. Zur Runde 1965/66 wurde die Bundesliga auf 18 Mannschaften erweitert, Hertha BSC per Zwangsabstieg in die Regionalliga zurückversetzt, Tasmania 1900 als Berliner Vertreter in die Liga aufgenommen und die zwei Mannschaften am Tabellenende, der Karlsruher SC und Schalke 04, in der Bundesliga belassen. Neben Alfred Pyka von 1860 München und Heinz Pliska von Hamborn 07 war der 20-fache Amateurnationalspieler Gerhard Neuser von den Sportfreunden Siegen bereits als namhafter Neuzugang am Schalker Markt anzusehen. Das Defensivtalent Fichtel war dagegen wie auch die weiteren Zugänge Josef Elting, Heinz-Dieter Lömm und Klaus Senger über den lokalen Raum hinaus, im höherklassigen Fußball, völlig unbekannt. Welch ein Juwel Trainer Langner in die Glückauf-Kampfbahn gebracht hatte, bewies der Mann von Arminia Ickern aber in seinen 34 Einsätzen in seiner ersten Bundesliga-Saison eindrucksvoll. Klaus Fichtel schlug als Mittelläufer und Abwehrorganisator voll ein und Schalke hielt mit dem 14. Rang die Klasse. Das erste Bundesligaspiel bestritt Fichtel am 14. August 1965 bei der 0:1-Auswärtsniederlage gegen den VfB Stuttgart, wobei ihm in der 21. Spielminute das spielentscheidende Eigentor unterlief. Schalke spielte in der Abwehr mit Horst Mühlmann – Hans-Jürgen Becher, Friedel Rausch – Alfred Pyka, Klaus Fichtel und Heinz Pliska. Mit dem Notendurchschnitt von 2,65 rangierte Fichtel im Weltmeisterschaftsjahr 1966 auf dem achten Rang der Spielerbenotung. Mit den Mannschaftskameraden Günter Herrmann und Friedel Rausch wurde er auch in das Revier-Team der Runde 1965/66 gewählt. Die Stimmung im Stadion, die leidenschaftliche Unterstützung der Fans im Abstiegskampf gipfelte beim 2:0-Sieg gegen Borussia Neunkirchen in dem Gesang „Aber eins, aber eins, das bleibt bestehen, der FC Schalke wird nie untergehen“, mit dem 38.000 Zuschauer am 14. Mai 1966 in der Glückauf-Kampfbahn den Klassenerhalt feierten. Klaus Fichtel bezeichnete nach Beendigung seiner langen Karriere dieses Spiel als das „größte“ Erlebnis seiner Laufbahn.
Schalke kam erst in der Runde 1968/69 von den Abstiegsplätzen weg, obwohl Klaus Fichtel sich sofort im Kreis der besten Defensivspieler der Bundesliga etablieren – 1967/68 stand Fichtel mit dem Notenschnitt von 2,47 auf dem zweiten Rang der gesamten Bundesligaspieler – und bereits am 22. Februar 1967 in Karlsruhe beim Länderspiel gegen Marokko in der Nationalmannschaft sein Debüt feiern konnte. Mit Rudi Gutendorf kam ab dem 22. November 1968 neuer Schwung in die „königsblaue“ Truppe und als Ergebnis stellte sich die beste Rückrundenbilanz und der siebte Rang in der Abschlusstabelle ein. Zudem zogen die Mannen um Klaus Fichtel und die Neuzugänge Franz Hasil und Heinz van Haaren in das DFB-Pokalfinale am 14. Juni 1969 in Frankfurt gegen Bayern München ein. Branko Zebec führte Bayern zum Double und Schalke nahm trotz der 1:2-Niederlage in der Runde 1969/70 am Europapokalwettbewerb der Pokalsieger teil. Dort scheiterte Schalke erst im Halbfinale an Manchester City.
Mit dem neuen Mittelstürmer Klaus Fischer belegte die Mannschaft um Abwehrchef Klaus Fichtel in der Saison 1970/71 den sechsten Rang in der Bundesliga und die sportliche Perspektive schien ausgezeichnet. Wäre da nur nicht das verhängnisvolle Spiel am 17. April 1971 gegen Arminia Bielefeld gewesen, das Schalke mit 0:1 durch ein Tor von Gerd Roggensack in der 83. Minute verloren hatte. Klaus Fichtel spielte lediglich in der ersten Halbzeit und wurde ab der 46. Minute durch Manfred Pohlschmidt ersetzt. Nach den Enthüllungen durch Horst-Gregorio Canellas und den Ermittlungen durch den DFB-Ankläger Hans Kindermann wurden fast alle Schalker Spieler 1973 wegen des „erkauften“ Bielefeld-Sieges zu Sperren und Geldstrafen verurteilt. Fichtel wurde vom 18. März 1973 bis 17. März 1975 gesperrt und am 24. Januar 1974 begnadigt. Am 26. Januar 1974 dirigierte er wieder die Schalker Hintermannschaft beim 2:1-Auswärtssieg bei Kickers Offenbach. Nachdem er am 22. Dezember 1975 vor dem Essener Landgericht neben anderen wegen Meineids zu einer Geldstrafe verurteilt worden war, verhängte der DFB noch einmal Sperren. Klaus Fichtel wurde als Letzter vom 4. bis zum 22. Januar 1978 gesperrt. Damit war das Kapitel „Bundesliga-Skandal“ auf Schalke nach sieben Jahren abgeschlossen.
Den Ermittlungen zum Trotz spielte Schalke 1971/72 sportlich eine erfolgreiche Saison. Trainer Ivica Horvat und Klaus Fichtel führten die Mannschaft am 11. Dezember 1971 mit drei Punkten Vorsprung gegenüber Bayern München zur Herbstmeisterschaft. Am 34. Spieltag verloren die „Knappen“ aber die Begegnung bei den Bayern mit 1:5 Toren und die Münchner holten sich die Meisterschaft vor dem „Vize“ aus Schalke. Fichtel hatte in dieser Spielzeit 33 Spiele bestritten. Durch einen 5:2-Erfolg nach Verlängerung im Rückspiel glich Schalke die 1:4-Niederlage beim 1. FC Köln im Halbfinale des DFB-Pokal aus und zog nach dem 6:5 im Elfmeterschießen in das Finale ein. Am 1. Juli 1972 hatte der 1. FC Kaiserslautern in Hannover gegen den Bundesligavizemeister bei der 0:5-Niederlage keine Chance. Für Fichtel stellte dieser Titelgewinn eine kleine Entschädigung für die Nichtberücksichtigung zur Europameisterschaftsendrunde in Belgien dar, zu der er vom DFB wegen der Schalker Beteiligung am Bundesligaskandal nicht berücksichtigt wurde.
Die Auswirkungen des Skandals verhinderten in den nächsten Jahren eine Wiederholung dieser Erfolgssaison. Erst mit dem jungen Trainer Friedel Rausch und den neuen Spielern Abramczik, Bongartz und Oblak spielte Fichtel mit Schalke in der Saison 1976/77 wieder eine Runde um die Meisterschaft. Einen Punkt hinter Meister Borussia Mönchengladbach – am 30. Spieltag gewann Schalke das Heimspiel mit 1:0 – landete „Königsblau“ mit 43:25 Punkten auf dem zweiten Rang. Libero Fichtel hatte in seinem zwölften Bundesliga-Jahr alle 34 Spiele für Schalke absolviert. Nach der Saison 1979/80 – Schalke war trotz der Beschäftigung von drei Trainern (Lorant/Schwager/Jusufi) auf dem achten Platz gelandet und der Routinier „Tanne“ Fichtel hatte dabei in 29 Spielen seine gewohnt zuverlässige Leistung im Abwehrzentrum beigesteuert – wechselte er zum Bundesligaabsteiger Werder Bremen.

#### Werder Bremen, 1980 bis 1984
Fichtel bestritt für Werder 1980/81 alle 42 Spiele in der 2. Bundesliga. Die Elf der Trainer Kuno Klötzer und Otto Rehhagel wies mit dem Abwehrchef Fichtel mit 33 Gegentoren die beste Abwehr auf und kehrte als Meister umgehend in die Bundesliga zurück. In seinem dritten Jahr an der Weser, 1982/83, schrammte „Tanne“ erneut hauchdünn am Gewinn der deutschen Meisterschaft vorbei. Punktgleich hinter dem Meister Hamburger SV, beide erzielten 52:16 Punkte, kam Werder mit dem Abwehrdirigenten Fichtel, der 33 Spiele absolviert hatte, auf den zweiten Rang. Im UEFA-Pokal hatte er in allen sechs Begegnungen gegen Vorwärts Frankfurt/Oder, IK Brage Borlänge und Dundee United die Werder-Defensive angeführt. Zur Saison 1983/84 verpflichtete Bremen mit Bruno Pezzey einen Nachfolger für Fichtel, und „Tanne“ verabschiedete sich am 34. Spieltag, dem 26. Mai 1984, mit einem 2:1-Auswärtserfolg in Braunschweig nach 75 Bundesligaspielen, 42 Zweitligaeinsätzen, 14 DFB-Pokalbegegnungen und sechs EC-Matches aus Bremen und kehrte mit 39 Jahren nach Schalke zurück.

#### Schalke 04, 1984 bis 1988
Klaus Fichtel kehrte zur Runde 1984/85 als Co-Trainer an der Seite von Diethelm Ferner nach Schalke zurück. Nach dem Ausfall von Bernard Dietz rückte er aber bei der Lizenzspielermannschaft in das Abwehrzentrum und bestritt bis 1986 nochmals 26 Spiele. Am 26. August 1986 fand das offizielle Abschiedsspiel für Fichtel im Beisein der drei Ehrenspielführer der Fußballnationalmannschaft – Fritz Walter, Uwe Seeler, Franz Beckenbauer – im Parkstadion statt. Eine internationale Auswahl – mit Johan Cruyff, Hans Krankl, Hans Ettmayer und René Vandereycken – spielte gegen die Schalker Bundesliga-Mannschaft, die von Klaus Fischer, Rolf Rüssmann, Rüdiger Abramczik und Helmut Kremers verstärkt und von Fritz Langner betreut wurde. Es war aber nur ein Abschied auf Zeit. Mit 43 Jahren, sechs Monaten und zwei Tagen – dem bis heute höchsten Alter eines aktiven Bundesligaspielers – bestritt Klaus Fichtel am 21. Mai 1988 dann wirklich sein letztes Bundesligaspiel (gegen Werder Bremen) und verabschiedete sich danach als Aktiver aus der Bundesliga. Für Schalke hatte er 477 Bundesligaeinsätze, 53 Pokalspiele und 20 Begegnungen im Europapokal absolviert.

### Nationalmannschaft, 1967 bis 1971
Erstmals in eine DFB-Mannschaft berufen wurde das Abwehrtalent von Schalke am 12. Oktober 1966 in Saarbrücken beim Juniorenländerspiel gegen die Türkei. Die deutschen Junioren gewannen mit der Läuferreihe Rudi Assauer, Fichtel und Jürgen Friedrich das Spiel mit 3:0 Toren. Bundestrainer Helmut Schön testete beim A-Länderspiel am 22. Februar 1967 im Karlsruher Wildparkstadion gegen Marokko mit Jupp Heynckes, Hannes Löhr, Horst Wolter, Klaus Zaczyk und Fichtel gleich fünf Debütanten. Mit der Läuferreihe Franz Beckenbauer, Willi Schulz und Fichtel wurde das Spiel mit 5:1 Toren gewonnen. Die dritte Berufung in die deutsche Länderelf erfolgte am 3. Mai 1967 in Belgrad beim EM-Qualifikationsspiel gegen Jugoslawien. Bei der 0:1-Niederlage debütierte in der Verteidigung Berti Vogts. Im Juni 1968 bildeten Ludwig Müller, Fichtel und Wolfgang Weber bei den zwei historischen Erfolgen gegen England und Brasilien die leistungsstarke Läuferreihe der Nationalmannschaft. Am 1. Juni gab es einen 1:0-Erfolg in Hannover gegen England und am 16. Juni in Stuttgart gegen Brasilien einen 2:1-Sieg. Der bewegliche, kopfball- und zweikampfstarke Schalker war daneben noch mit einer soliden Technik und einem guten Antritt ausgestattet, so dass seine Übersicht in der Abwehrorganisation voll zum Tragen kommen konnte. Zwei Tage nach dem ersten Sieg in der Länderspielgeschichte gegen England, am 1. Juni 1968, stand Fichtel zusätzlich in Kassel am 3. Juni den Junioren der Engländer als deutscher Abwehrchef gegenüber. Im Auestadion setzten sich aber die Briten mit 1:0 durch. Es war sein dritter Einsatz in der Juniorennationalmannschaft. Beim entscheidenden WM-Qualifikationsspiel am 22. Oktober 1969 in Hamburg gegen Schottland erzielte „Tanne“ in der 38. Spielminute den 1:1-Ausgleichstreffer und Vereinskollege Reinhard Libuda gelang in der 79. Spielminute nach einem Alleingang der Siegtreffer zum 3:2-Erfolg der deutschen Mannschaft. Vor 72.000 Zuschauern zeigten die Schotten mit Billy Bremner, Tommy Gemmell, Alan Gilzean und Jimmy Johnstone eine ausgezeichnete Leistung und verlangten der Mannschaft von Bundestrainer Helmut Schön alles ab. Es war der zwölfte Länderspieleinsatz von Fichtel. Bei der Fußballweltmeisterschaft 1970 in Mexiko bestritt Fichtel die fünf Spiele gegen Marokko, Bulgarien, Peru, England und das siegreiche Spiel um den dritten Platz gegen Uruguay. Von der Dramatik war dabei der 3:2-Erfolg nach Verlängerung gegen Titelverteidiger England am 14. Juni in Leon herausragend. In der Qualifikation zur Fußball-Europameisterschaft 1972 kam er am 17. Oktober 1970 in Köln gegen die Türkei und den zwei Begegnungen gegen Polen im Oktober und November 1971 zum Einsatz. Durch die Verstrickung von Schalke 04 in den „Bundesliga-Skandal“ war das 23. Länderspiel am 17. November 1971 in Hamburg gegen Polen die letzte Berufung von Klaus Fichtel in die Fußballnationalmannschaft. Durch den DFB-Bann gehörte er nicht mehr den siegreichen Mannschaften der Europameisterschaft 1972 und der Weltmeisterschaft 1974 an.

## Nach der aktiven Spielerkarriere
Klaus Fichtel war passionierter Taubenzüchter und Anhänger des Trabrennsports. Nach seiner aktiven Zeit war er zunächst als Jugend- und Amateurtrainer tätig, später gab er den Trainerjob auf und arbeitete für seinen Verein als Scout. Er lebt mit seiner Familie in Waltrop.

## Trivia
Seinen Spitznamen Tanne erhielt Fichtel 1965 von seinem Trainer Fritz Langner und hat seinen Ursprung in dem Witz eine Fichte als Tanne zu bezeichnen.